# Třída (ulice)

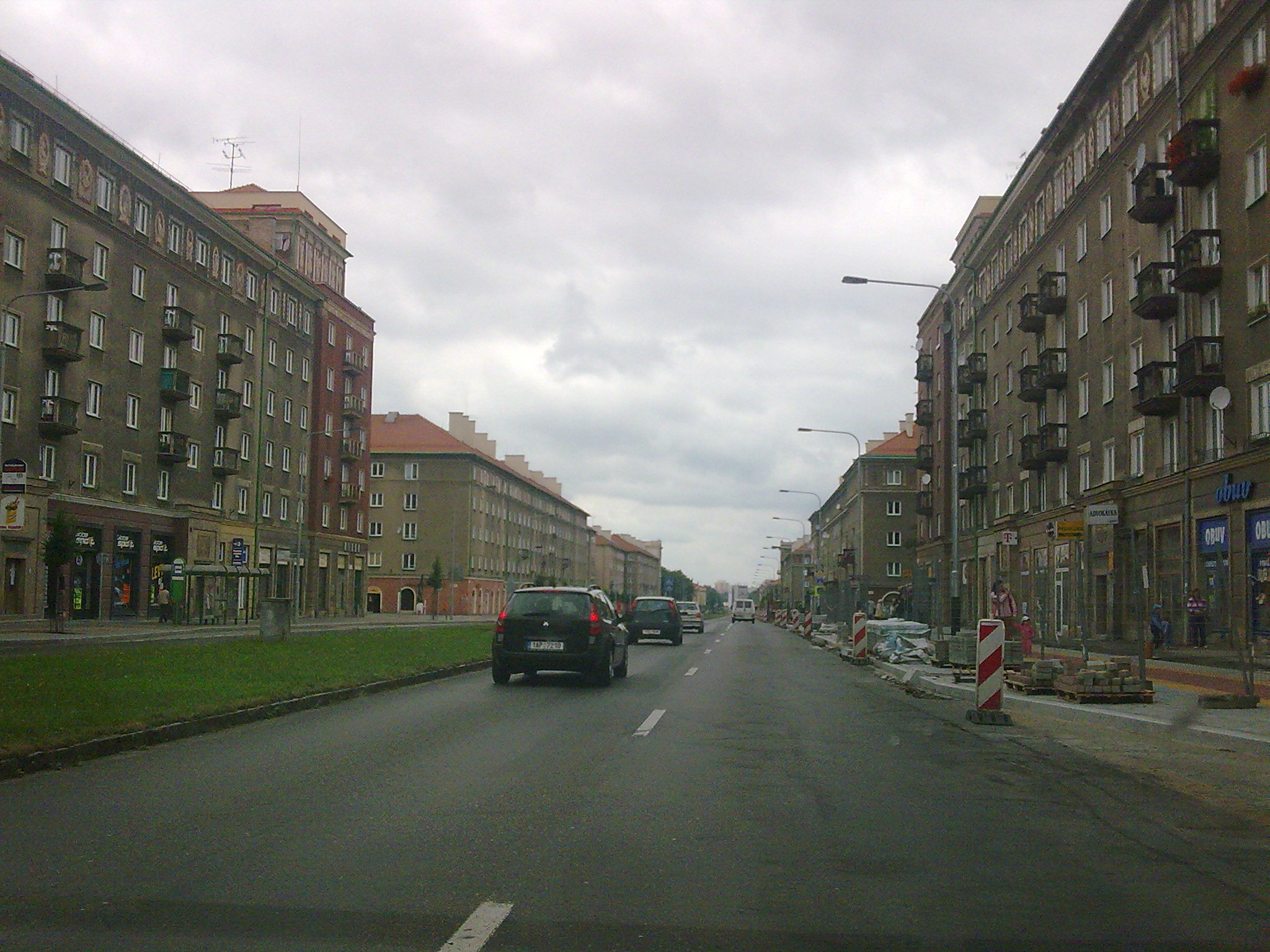
Hlavní třída v Havířově

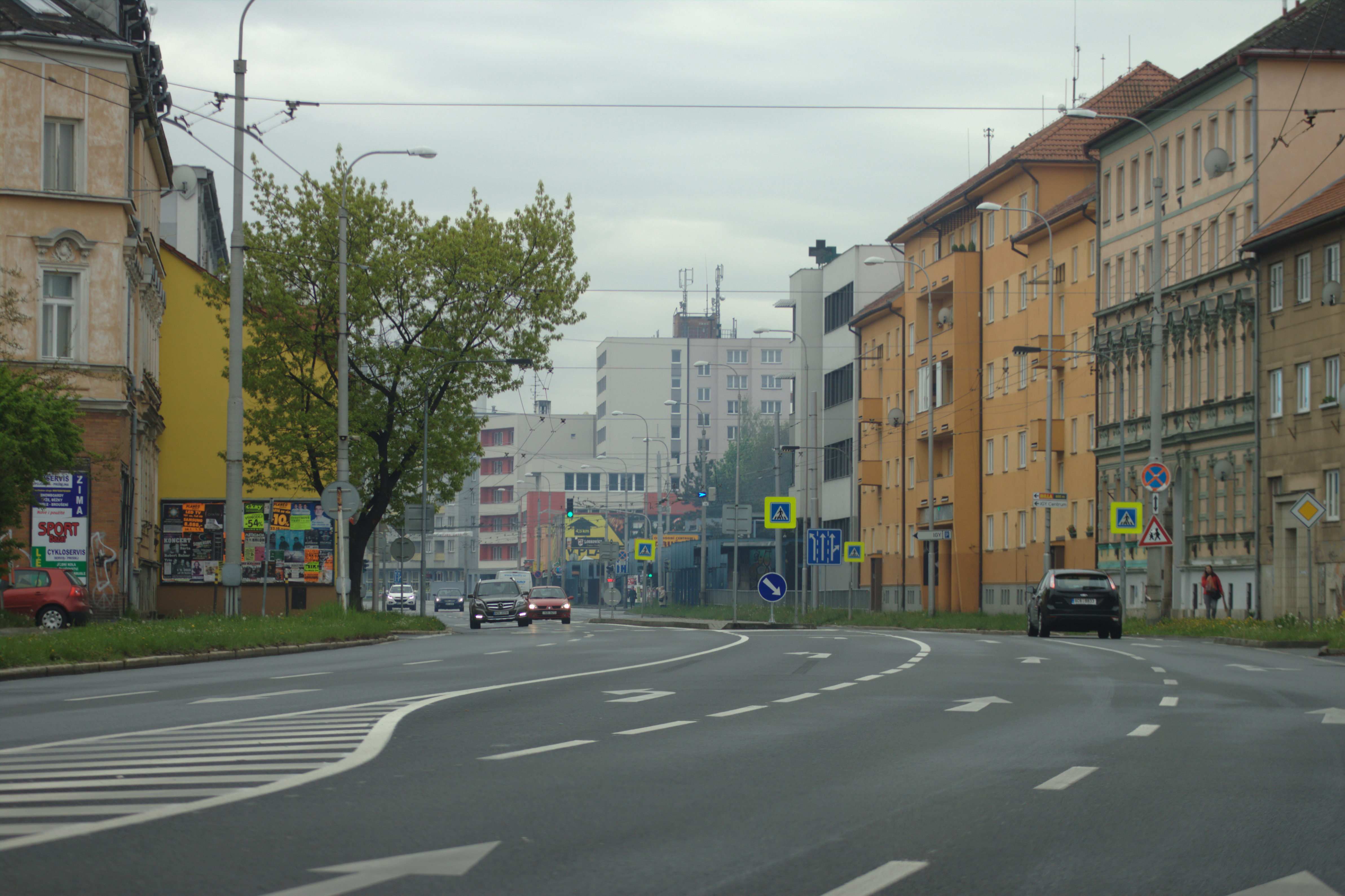
Pražská třída v Českých Budějovicích

Třída je široká, hlavní, dlouhá a živá městská ulice. V jiných zemích se v podobném významu používají například výrazy bulvár, prospekt nebo avenue.
Ve staročeštině se výraz vyskytoval v podobě třieda, později, například u Vrchlického, Nerudy či Erbena, se objevoval též v podobě střída. Slovo pochází z latinského „(via) strāta“ (dlážděná cesta) přes italské „strada“, které etymologicky souvisí s českým prostíráním (z indoevropského -ster = prostírat, stlát, tedy vlastně ulice prostřená/pokrytá dlažbou), tedy původ se liší od ostatních významů slova „třída“, které vycházejí z praslovanského čerda = stádo.

## Užívání v českých názvech
RÚIAN obsahuje k červnu 2022 104 ulic, které přimo v zapsaném názvu obsahují slovo třída nebo Třída, z toho 55 ho má na začátku, a 61 ulic obsahuje v zapsaném názvu zkratku tř. nebo Tř., z toho 49 ji má na začátku. Nejčastějším názvem je Hlavní třída, která se vyskytuje v 8 obcích, pokud se však odhlédne od přesné podoby názvu, podle T. G. Masaryka je pojmenováno celkem 13 ulic, které jsou označeny jako třídy.

### Benátky nad Jizerou
- tř. Osvoboz. polit. vězňů

### Beroun
- Třída Míru

### Blatná
- tř. J. P. Koubka
- tř. T. G. Masaryka

### Bludov
- tř. A. Kašpara

### Bohumín
- tř. Dr. E. Beneše

### Brno
- Dukelská třída
- Libušina třída
- Palackého třída
- Renneská třída
- třída Kpt. Jaroše
- třída Generála Píky

### Broumov
- třída Masarykova
- třída Osvobození
- třída Soukenická

### Bruntál
- tř. Obr. míru
- tř. Osvobození
- tř. Práce

### Břeclav
- třída 1. máje

### Bystřice pod Hostýnem
- Tř. Legií

### Cvrčovice
- třída Rudé armády

### Česká Skalice
- třída T. G. Masaryka

### České Budějovice
- Husova tř.
- Lannova tř.
- Lidická tř.
- Pražská tř.
- Rudolfovská tř.
- tř. Čsl. legií
- Žižkova tř.
- tř. 28. října

### České Velenice
- třída Čsl. legií

### Český Krumlov
- třída Míru

### Český Těšín
- Hlavní třída

### Dačice
- Třída 9. května

### Děčín
- Třída 9. května

### Dobřany
- tř. 1. máje

### Domažlice
- Husova třída

### Frýdek-Místek
- Hlavní třída
- tř. T. G. Masaryka

### Havířov
- Dlouhá třída
- Hlavní třída
- Národní třída

### Hlinsko
- Adámkova třída

### Hodonín
- třída Bří Čapků
- Národní třída
- tř. Dukelských hrdinů

### Holýšov
- Husova třída
- Jiráskova třída
- třída 1. máje

### Horní Benešov
- Národní třída

### Horní Bříza
- Třída 1. máje

### Horní Maršov
- Třída Josefa II.

### Horní Slavkov
- třída Osvoboditelů

### Hradec Králové
- třída Karla IV.
- Dukelská třída
- Gočárova třída
- třída Edvarda Beneše
- Pražská třída
- třída SNP
- Rašínova třída

### Hranice
- Třída Československé armády
- Tř. generála Svobody
- Tř. 1. máje

### Chabařovice
- Třída Svobody

### Chrást
- tř. Čs. odboje

### Chrudim
- Palackého třída

### Jáchymov
- třída Dukelských hrdinů
- tř. Čs. armády

### Jaroměřice nad Rokytnou
- Palackého tř.

### Jihlava
- třída Legionářů

### Kamenné Žehrovice
- Karlovarská třída

### Kardašova Řečice
- Jablonského tř.

### Karviná
- tř. Družby
- tř. Osvobození
- tř. Těreškovové
- tř. 17. listopadu

### Kralice na Hané
- Hlavní třída

### Kralovice
- Markova tř.
- Plzeňská tř.

### Kralupy nad Vltavou
- třída Legií

### Kunovice
- třída Vítězství

### Kyjov
- třída Komenského
- třída Palackého

### Lišov
- třída 5. května

### Mariánské Lázně
- Hlavní třída
- třída Vítězství

### Mladá Boleslav
- třída T. G. Masaryka
- tř. Ludvíka Kalmy a Volkharda Köhlera
- tř. Václava Klementa

### Mladá Vožice
- Třída Václava Vaniše

### Most
- tř. Budovatelů

### Mýto
- Dlouhá třída

### Napajedla
- třída Tomáše Bati

### Nová Ves pod Pleší
- Masarykova třída

### Nový Bydžov
- Dukelská třída
- Husova třída
- Revoluční třída
- Třída B. Smetany
- Třída Čsl. armády

### Nový Bor
- Tř. T. G. Masaryka

### Nymburk
- Boleslavská třída
- Dlouhá třída
- Eliščina třída
- Palackého třída

### Nýřany
- Benešova třída

### Odry
- tř. Osvobození

### Olomouc
- Masarykova třída
- Třída Jiřího Pelikána
- tř. Kosmonautů
- tř. Míru
- tř. Spojenců
- tř. Svobody
- tř. Svornosti

### Opava
- Masarykova třída
- třída Spojenců

### Orlová
- Masarykova třída

### Ostrava
- Hlavní třída
- Sokolská třída

### Ostrov
- Hlavní třída

### Otrokovice
- tř. Odboje
- tř. Osvobození
- tř. Spojenců
- tř. Tomáše Bati

### Pardubice
- Sukova třída
- Palackého třída
- třída Míru

### Pečky
- Tř. Jana Švermy
- Tř. 5. května

### Pelhřimov
- třída Legií

### Písek
- třída Národní svobody
- třída Přátelství
- Žižkova třída

### Plzeň
- Francouzská třída
- třída Vojtěcha Rojíka
- Klatovská třída (na Klatovskou třídu navazuje ulice Klatovská bez slova třída)

### Přerov
- tř. gen. Janouška
- tř. 17. listopadu

### Přeštice
- Tř. 1. máje

### Příbram
- třída Kpt. Olesinského
- třída Osvobození

### Roudnice nad Labem
- Špindlerova třída
- třída T. G. Masaryka

### Rýmařov
- třída Hrdinů

### Soběslav
- tř. Dr. Edvarda Beneše

### Stará Huť
- Okr. tř. Járy Cimrmana

### Stříbro
- Tř. 5. května

### Šumperk
- Hlavní třída

### Tachov
- tř. Míru

### Teplice
- Masarykova třída

### Třebíč
- Bráfova tř.

### Unhošť
- tř. Dr. Beneše

### Uherské Hradiště
- Velehradská třída
- Tř. Maršála Malinovského

### Včelná
- tř. 5. května

### Velim
- třída Krále Jiřího

### Veselí nad Lužnicí
- Třída Čs. armády

### Veselí nad Moravou
- tř. Masarykova

### Vlašim
- tř. Politických vězňů

### Zlín
- třída Tomáše Bati
- třída 3. května
- třída Svobody

### Znojmo
- Vídeňská třída

### Zruč nad Sázavou
- třída Osvobození

### Žatec
- třída Obránců míru
- třída Rooseveltova

## Prahaa připojené obce
V Praze se označení „třída“ tradičně pro některé ulice (např. Fochova třída, Belcrediho třída) používalo, avšak vzhledem k tomu, že oficiálně byly české názvy zejména po druhé světové válce registrovány a značeny bez obecného slova „ulice“ či „třída“, z novodobé praxe toto rozlišení téměř vymizelo a dochovalo se jen v některých názvech konzervujících starší praxi, například v názvu stanice metra Národní třída u ulice Národní nebo tramvajové a autobusové zastávky Dlouhá třída v Revoluční ulici před křížením s ulicí Dlouhou. V oficiálním zapsaném názvu žádná ulice toto slovo nemá.
Německé názvy používané před rokem 1918 a za protektorátu však rozlišení typu ulice většinou obsahovaly: významnější ulice a třídy obsahovaly v názvech většinou slovo Straße (např. Prosecká = Prosseker Straße), zatímco běžné menší ulice spíše slovo Gasse (např. Pštrosova = Pštrossische Gasse) a uličky zdrobnělinu Gäßchen (např. Prokopská = Prokopigäßchen), toto rozlišení však ne vždy bylo zcela ustáleno a u některých ulic se vyskytovalo více variant.
V českých názvech se slovo „třída“ nebo zkratka „tř.“ v oficiálních rejstřících objevovalo vzácněji, např.
- třída Armády (= Československé armády)
- Bělského třída (též Bělského silnice, = Dukelských hrdinů)
- Bendova třída (= Drtinova)
- Bennewitzova třída (= Kováků)
- Blücherova třída (= Kafkova)
- Bondiniho třída (= Brožíkova)
- Tř. (dr.) Albína Bráfa (= Bubenečská)
- Caldarova třída (= Rozkošného)
- Černohorského třída (= Grafická)
- Dlouhá třída (= Dlouhá)
- Eliščina třída (= Revoluční)
- Třída dr. Engla (= Bartoškova)
- Ferdinandova třída (= Národní)
- Hlavní třída (= Klapkova)
- třída maršála Koněva (= Českobrodská)
- třída maršála Koněva (= Mladoboleslavská)
- třída Jana ze Středy (= Ke Štvanici)
- třída Jana ze Žatce (= Šmeralova)
- Kinská třída (= Štefánikova)
- Korunní třída (= Korunní)
- Třída Generála Krausse (= Jilemnického)
- Třída Lidových milicí (= Legerova)
- Třída 5. května (= Pařížská)
- Třída generála Roettiga (= Pelléova)
- třída Rudé armády (Lipová alej)
- Sadová třída (též Sadová silnice, = Wilsonova)
- třída maršála Stalina (= Vrážská)
- Sokolovská třída (= Ke Klíčovu)
- Schwarzenbergova (Švarcenbergova) třída (= Nádražní)
- třída Viktoria (= Národní)
- Třída Richarda Wagnera (= Wilsonova)
- Třída dr. Z. Wintra (= dr. Zikmunda Wintera)

Vzhledem k dobovým zvyklostem jsou třídy pojmenované po osobách abecedně zařazeny podle příjmení.
Se slovem „třída“ se však běžně spojovaly i mnohé další názvy ulic, které v rejstřících byly psány bez tohoto slova (např. Fochova, Belcrediho, krále Jiřího, Leninova aj.).

## Slovensko
V podobě „trieda“ se výraz používá i na Slovensku.

### Košice
- Trieda SNP
- Šafárikova trieda
- Južná trieda (též název zastávky)
- Trieda Košického vládneho programu (též Trieda KVP)
- Americká trieda
- Trieda arm. gen. Svobodu
- Národná trieda
- Moskovská trieda
- Európska trieda
- Austrálska trieda

### Nitra
- Trieda Andreja Hlinku
- Hviezdoslavova trieda
- Štefánikova trieda

### Banská Bystrica
- Trieda Hradca Králové
- Trieda SNP

### Spišská Nová Ves
- Trieda 1. mája

### Valaská
- Trieda dukelských hrdinov

### Trnovec nad Váhom
- Nová trieda

### Mostová
- Dolnolúčna trieda
- Čiernovodská trieda
- Hladká trieda
- Čečínska trieda

### Ňárad
- Horná trieda
- Dolná trieda

### Malá Mača
- Prvá trieda
- Druhá trieda
- Tretia trieda